# Ресен (Болгарія)
Ре́сен (болг. Ресен) — село у Великотирновській області Болгарії. Входить до складу общини Велико-Тирново.

## Населення
За даними перепису населення 2011 року у селі проживали 1962 особи.
Національний склад населення села:
| Національність   | Кількість осіб | Відсоток |
| ---------------- | -------------- | -------- |
| болгари          | 1611           | 90,9%    |
| турки            | 134            | 7,6%     |
| цигани           | 18             | 1,0%     |
| Всього відповіли | 1773           |          |

Розподіл населення за віком у 2011 році:
Динаміка населення: